# Яншихово-Норваши
Янши́хово-Норва́ши (чув. Енӗш Нӑрваш) — село в Янтиковском районе Чувашской Республики. Административный центр Яншихово-Норвашского сельского поселения.

## История
В «Писцовой книге Свияжского уезда 1565—67 гг.» есть запись:

Деревня Новая, а в ней 3 дворы, что поставили ту деревню темешевские чуваши: Явшикай, да Октем (Охметяк), да Кебяк на порозжей на мордовской земле у государевы у оброчные деревни у Нороваша в верьх рчьки Нороваша за Норовашскими польми от чернаго и нерозводнаго лесу от деревни от Темелсева, перешед через норовашскую землю тому два года, а живут в той деревни сами чуваши Яншаик с товарищы, пашни добрые земли в трех полех 60 четвертей, да перелогу и чистаго поля 180 четей и того в одном поле пашни 20 четей, а перелогу 60 четей, а в дву потому ж, сена по речьке по Норовашу в верьх и около поль 300 копен, а лес не в розводе с чувашским лесом.

А в старой в чувашской деревни в Темишеве у Яншейка с товарищы добрый пашня есть же и они ту свою старую пашню пашут же. — Писцовая книга Свияжского уезда 1565—67 г.
Краевед И. С. Дубанов отмечает:

По архивным документам известно, что в 1569 году в д. Яншихово-Норваши переселились из д. Тимяши три чуваша: Янших (Енших), Ахмет (Охметка) и Кибек (Кипек), которые образовали д. Норваш. Здесь сначала было только два двора, жил в ней чуваш Янших с товарищами.— Географические названия Чувашской Республики: краеведческий словарь
Вдоль деревни протекает речка Норвашка (Норваш). Поэтому деревня, основанная Яншихом с товарищами, получила название Яншихово-Норваши. В дальнейшем из Яншихово-Норваши люди переселялись в Яльчикский район и создавали там новые деревни.

### Городище
Имелось рядом городище с названием "Хула вырăнĕ"
хула вырĕн, назв. урочища. Янших Б. Пиртен пĕр çухрăмра хула вырĕн пур, ĕлĕк унта хула пулнă тет, çавăнпа хула вырĕн, тенĕ.

## География
Расстояние до Чебоксар 101 км, до райцентра 12 км, до ж.-д. станции 17 км.

## Административно-территориальное деление
В 18 в. до 1927 года — в составе Темешевской волости Свияжского уезда, Янтиковской волости Цивильского уезда, 

с 1927 по 1935 годы — в составе Канашского района,

с 1935 по 1962 годы — в составе Янтиковского района,
с 1962 по 1965 год — в составе Канашского района, 

с 1965 года — в составе Янтиковского.

## Население
Жители — чуваши, до 1724 года ясачные, до 1866 года государственные крестьяне; занимались земледелием, животноводством, портняжным, сапожно-башмачным промыслами.

Число дворов и жителей: 

в 1721 — 125 мужчин; 

1795 — 99 дворов, 255 мужчин, 298 женщин; 

1858 — 547 мужчин, 605 женщин; 

1897 — 992 мужчины, 933 женщины; 

1926 — 455 дворов, 947 мужчин, 1091 женщина; 

1939 — 1052 мужчины, 1238 женщин; 

1979 — 1004 мужчины, 1154 женщины; 

2002 — 551 двор, 1470 человек: 732 мужчины, 738 женщин; 

2010 — 473 частных домохозяйства, 1241 человек: 629 мужчин, 612 женщин.

## Экономика
В начале XX века действовали водяная и 7 ветряных мельниц, конная круподёрка, конная шерстобойня, винная лавка, базар. 

В 1930 году образован колхоз «Красная Чувашия». Ныне функционирует СХПК «Красная Чувашия» (2010). 

Имеются 9 магазинов, предприятие общественного питания.

## Социальная инфраструктура
В селе есть школа, музей, церковь, библиотека, магазины.
Улицы: 1-я Овражная, 2-я Овражная, Гагарина, Дальная, Данилова, Западная, Зелёная, К. Иванова, Калинина, Канашская, Ключевая, Колхозная, Комарова, Кузнечная, Ленина, Лесная, Максимова, Мирная, Молодёжная, Московская, Николаева, Паварская, Парковая, Полевая, Пролетарская, Речная, Сверчкова, Спиридонова, Токсина, Х. Семеня, Чапаева, Чувашская, Школьная, Ярослава.

Переулки: Зелёный, Мирный.

### Школа
Школа открыта в октябре 1871 г.

### Музей
Музей был открыт 21 декабря 1990 г.

### Религиозные сооружения
В 1898 году на средства прихожан и купца г. Чебоксары А. П. Астраханцева была построена Васильевская церковь. В церкви был один престол во имя св. Василия Великого. Первым священником этой церкви был Николай Сидоров, окончивший курс семинарии по 2 разряду и псаломщик Фёдор Дьяков, окончивший сельскую школу.
Часовня в честь преподобного Сергия Радонежского (2016).

## Памятники и достопримечательности
- Памятник-стела погибшим в Великой Отечественной войне 1941—1945 гг. (ул. Школьная, 20)[9].
- Обелиск воинам-интернационалистам, исполнявшим служебный долг во имя мира на земле за пределами Отечества[10].
- памятник архитектуры (региональный) Здание начальной школы, открытой в 1873 году чувашским просветителем И. Я. Яковлевым (ул. Школьная, 13)[11].
- памятник архитектуры (региональный) Дом-усадьба народного художника Чувашской Республики Спиридонова М. С. (ул. Спиридонова, 22)[12].

## Известные уроженцы
- Ванеркке, Николай Иванович;
- Данилов, Дмитрий Данилович;
- Иванов, Алексей Васильевич — руководитель студии Аксар;
- Ильин Владимир Ильич — государственный деятель, финансист[13];
- Кузьмина, Вера Кузьминична — актриса;
- Майраслов, Алексей Петрович[14] — скульптор, член Союза художников СССР;
- Максимов, Степан Максимович — композитор;
- Миронов, Борис Гурьевич;
- Сверчков, Никита Кузьмич — живописец, график;
- Спиридонов, Григорий Спиридонович, первый профессиональный чувашский скульптор, двоюродный брат предыдущего;
- Спиридонов, Моисей Спиридонович — живописец, график, старший брат предыдущего;
- То́ксин Василий Иванович — государственный деятель, журналист[15];
- Хумма Сьемен;
- Юшунев, Николай Лукич.